# Chromin

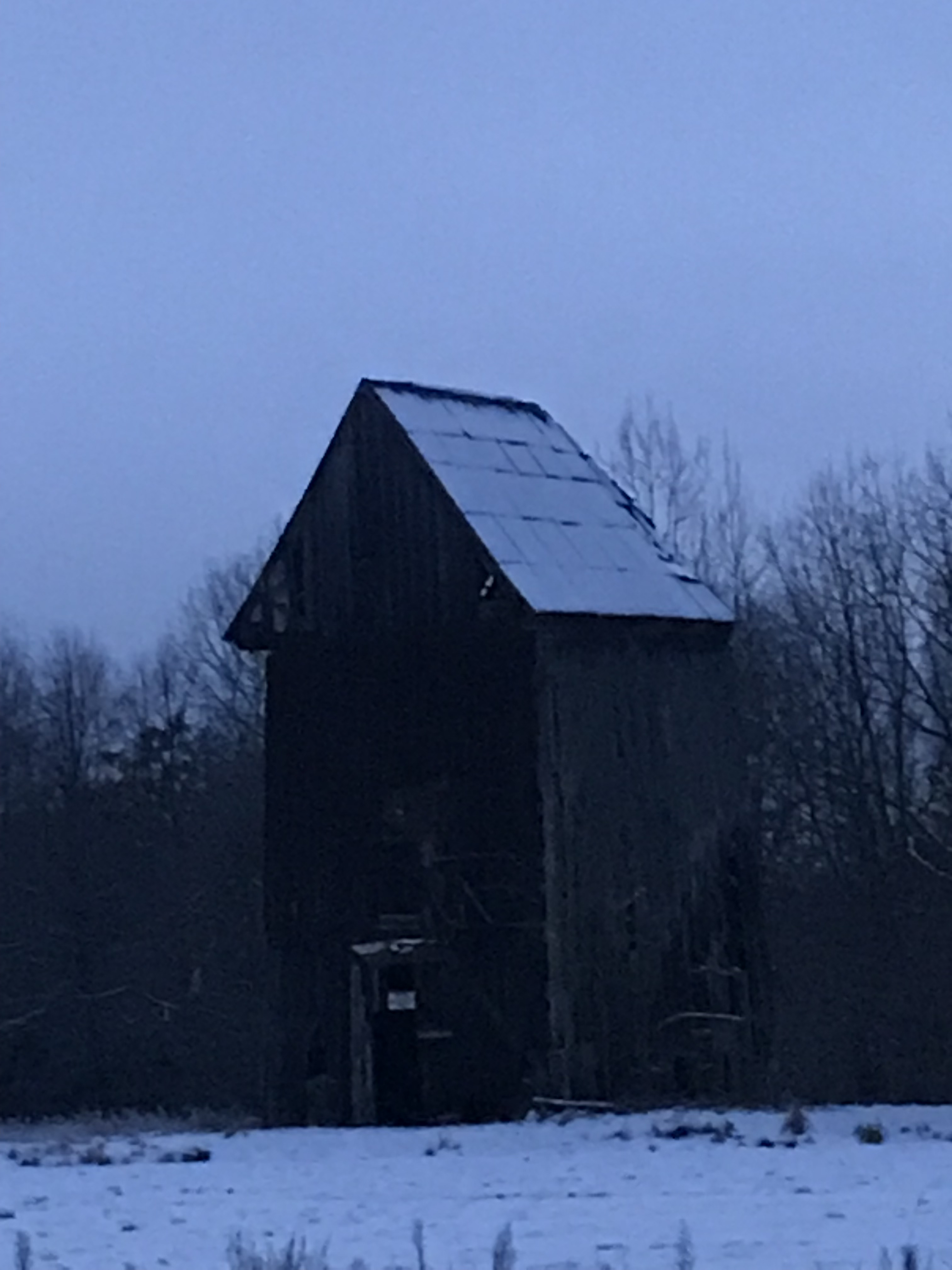
Wiatrak w Chrominie

Chromin – wieś sołecka w Polsce położona w województwie mazowieckim, w powiecie garwolińskim, w gminie Borowie.
W latach 1975–1998 miejscowość administracyjnie należała do województwa siedleckiego.
Wierni kościoła rzymskokatolickiego należą do parafii Świętej Trójcy w Borowiu.

## Zabytki
- Wiatrak